# Port lotniczy Kirkuk
Port lotniczy Kirkuk (IATA: KIK, ICAO: ORKK) – międzynarodowy port lotniczy położony w Kirkuku, w północnym Iraku.